# Keegensterried
De Keegensterried (Fries: Keegenster Ryd), vroeger kortweg De Ryd en sinds 2007 officieel Keegenster Ried genoemd, is een vaart in de gemeente Noardeast-Fryslân in de Nederlandse provincie Friesland. De vaart vormt de verbinding tussen de Gruyts (De Gruuts) in het westen en de Olde Lauwers (vroeger Oude Lauwers; grens Friesland-Groningen) in het oosten. Een ried (of riet, reid, rijt(e); van rei of ri = "stromen") is een (van oorsprong) natuurlijke waterloop. De vaart is namelijk ontstaan als kreek en heeft dan ook een sterk meanderend verloop, waarbij deze met een grote boog om de polder De Keegen met het gelijknamige gehucht De Keegen en satellietgrondstation It Grutte Ear heenstroomt. Over een groot deel van haar lengte vormt de Keegensterried de grens tussen de dorpsgebieden van Warfstermolen en Burum.